# Busika
Busika (lat. Deschampsia),  biljni rod iz porodice travovki raširen po svim kontinentima. Jedini je rod u podtribusu Aristaveninae. 
Sveukupno je na popisu 67 vrsta, plus 1 hibrid. U Hrvatskoj postoje tri vrste poljska, vijugava i sitna busika

## Vrste
1. Deschampsia airiformis (Steud.) Benth.
2. Deschampsia ampliflora (Tovar) Romasch., P.M.Peterson, Soreng & Barberá
3. Deschampsia amurensis Prob.
4. Deschampsia angusta Stapf & C.E.Hubb.
5. Deschampsia antarctica É.Desv.
6. Deschampsia argentea (Lowe) Lowe
7. Deschampsia aurea (Munro ex Wedd.) Saarela
8. Deschampsia baicalensis Tzvelev
9. Deschampsia barkalovii Prob. & Tzvelev
10. Deschampsia berteroniana (Kunth) F.Meigen
11. Deschampsia bolanderi (Thurb. ex A.Gray) Saarela
12. Deschampsia boyacensis (Swallen & García-Barr.) Romasch., P.M.Peterson, Soreng & Barberá
13. Deschampsia cespitosa (L.) P.Beauv.
14. Deschampsia chapmanii Petrie
15. Deschampsia christophersenii C.E.Hubb.
16. Deschampsia chrysantha (J.Presl) Saarela
17. Deschampsia chrysostachya (É.Desv.) Romasch., P.M.Peterson, Soreng & Barberá
18. Deschampsia cordillerarum Hauman
19. Deschampsia danthonioides (Trin.) Munro ex Benth.
20. Deschampsia domingensis Hitchc. & Ekman
21. Deschampsia elongata (Hook.) Munro
22. Deschampsia eminens (J.Presl) Saarela
23. Deschampsia gayana (Steud.) Romasch., P.M.Peterson, Soreng & Barberá
24. Deschampsia gracillima Kirk
25. Deschampsia gulariantzii Prob. & Tzvelev
26. Deschampsia hackelii (Lillo ex Stuck.) Saarela
27. Deschampsia hultenii Prob., Tzvelev & Chiapella
28. Deschampsia ircutica Tzvelev & Prob.
29. Deschampsia kingii (Hook.f.) É.Desv.
30. Deschampsia klossii Ridl.
31. Deschampsia koelerioides Regel
32. Deschampsia komandorensis Prob.
33. Deschampsia laguriensis Prob. & Tzvelev
34. Deschampsia laxa Phil.
35. Deschampsia leskovii Tzvelev
36. Deschampsia liebmanniana (E.Fourn.) Hitchc.
37. Deschampsia littoralis (Gaudich.) Reut.
38. Deschampsia looseriana Parodi
39. Deschampsia magadanica Tzvelev & Prob.
40. Deschampsia media (Gouan) Roem. & Schult.
41. Deschampsia mejlandii C.E.Hubb.
42. Deschampsia mendocina Parodi
43. Deschampsia micrantha Phil.
44. Deschampsia mildbraedii Pilg.
45. Deschampsia monandra Parodi
46. Deschampsia nubigena Hillebr.
47. Deschampsia ovata (J.Presl) Saarela
48. Deschampsia parodiana Saarela
49. Deschampsia parvula (Hook.f.) É.Desv.
50. Deschampsia patula (Phil.) Pilg. ex Skottsb.
51. Deschampsia podophora (Pilg.) Saarela
52. Deschampsia pseudokoelerioides Prob. & Tzvelev
53. Deschampsia pusilla Petrie
54. Deschampsia robusta C.E.Hubb.
55. Deschampsia sajanensis Prob. & Tzvelev
56. Deschampsia santamartensis Sylvester & Soreng
57. Deschampsia seledetzii Tzvelev & Prob.
58. Deschampsia setacea (Huds.) Hack.
59. Deschampsia shiretokoensis Tzvelev & Prob.
60. Deschampsia shumshuensis Prob. & Tzvelev
61. Deschampsia sichotensis Prob., Tzvelev & Chiapella
62. Deschampsia susumanica Prob. & Chiapella
63. Deschampsia tenella Petrie
64. Deschampsia teretifolia (Laegaard) Romasch., P.M.Peterson, Soreng & Barberá
65. Deschampsia venustula Parodi
66. Deschampsia wacei C.E.Hubb.
67. Deschampsia wibeliana (Sond. ex W.D.J.Koch) Parl.
68. Deschampsia ×neumaniana (Dörfl.) Hyl.